# 1075년

## 연호
- 북송(北宋) 희녕(熙寧) 8년
- 요(遼) 대강(大康) 원년
- 일본(日本) 조호(承保) 2년
- 서하(西夏) 대안(大安) 원년
- 리 왕조(李朝) 타이닌(太寧) 4년

## 기년
- 고려(高麗) 문종(文宗) 29년
- 북송(北宋) 신종(神宗) 8년
- 요(遼) 도종(道宗) 21년
- 서하(西夏) 혜종(惠宗) 9년
- 리 왕조(李朝) 인종(仁宗) 4년

## 탄생
- 김부식, 《삼국사기》를 쓴 고려의 문신.